# Campanula jurjurensis
Campanula jurjurensis är en klockväxtart som först beskrevs av Alfred Charles Chabert, och fick sitt nu gällande namn av Johanna A. Witasek. Campanula jurjurensis ingår i släktet blåklockor, och familjen klockväxter. Inga underarter finns listade i Catalogue of Life.